# ウィズ アニバーサリィー
『ウィズ アニバーサリィー』 (Wiz ANNIVERSARY) は、2006年（平成18年）4月28日にCROSSNET（開発はFAVORITE）より発売された18禁のパソコン用ゲームソフト（アダルトゲーム）。また、ゲーム内において催される架空の祭「魔女の祝祭」のこと。略称は『ウィズアニ』。CROSSNETの2004年（平成16年）作品『AngelWish 〜放課後の召使いにチュッ!〜』と同様のスタッフにより制作された。

## 概要
"wiz"は「魔法使い」（または「奇才、天才」）を表す"wizard"の短縮形、"anniversary"（アニバーサリー）は「記念日」の意。題名は『ウィズ☆アニバーサリィー』と表記されることもあるが実際のタイトルロゴでは「ウィズ」と「アニバーサリィー」の間のマークは五芒星★ではなく六芒星である。
魔法の研究が盛んな西洋風ファンタジー世界を舞台とした恋愛アドベンチャーゲームで世界観には北欧神話の要素も取り入れられている。攻略可能なヒロインの数は7人。初回特典としてポストカードブックが、予約特典として主題歌3曲のヴォーカルマキシCDが付属され、さらに販売店別特典としてソフマップ、メッセサンオーではそれぞれ『同級生はツンデレ魔法少女』『名探偵アリス 〜謎は全て解けた!のじゃ☆〜』というドラマCDも付属された。
2006年（平成18年）8月開催の「コミックマーケット70」ではヒロインの一人「ルル」の後日談などが収録されたファンディスク『ウィズ アニバーサリィー FUNTA! feat.RURU』やテレカ、タペストリー、抱き枕などキャラクターグッズ類が販売され、9月には原画集『ウィズ アニバーサリィー&ファンタ! ビジュアルファンブック』(ISBN 4-903421-26-0)も発売された。
2007年（平成19年）8月の「コミックマーケット72」でもドラマCD『Re:birth』やグッズ類が販売された。
2009年（平成21年）9月18日には『ウィズ アニバーサリィー』本編と『FUNTA! feat.RURU』、およびドラマCD『Re:birth』とサウンドトラックがセットになった『ウィズ アニバーサリィー☆COMPLETE!』が有限会社フェイバリットより発売された。

## あらすじ
イザヴェイル王国南部にそびえ立ち、古くから著名な魔法使いを輩出してきた「アルヴィース魔法魔術学院」に通う少年デュオは同級生のシャル、先輩のローラ、下級生のアリス、グラニテ、ソフィアらと共に騒がしくも楽しい毎日を送っていた。学院で催される魔女の祝祭「ウィズ アニバーサリィー」の開催日が近づくに連れ、デュオは妙に彼女たちのことが気になり出す。

## 登場人物
デュオ（デュランダル＝ファーネク） Durandal Fernek  （声：ドラマCDのみ中本伸輔/十利須我里）
本編の主人公。アルヴィース魔法魔術学院の3年生であるが、魔法の勉強には熱心ではなくむしろ科学技術に興味があり、授業をサボって昼寝をしていることが多い。そのため同級生のシャルにはよくどやされる。
シャル（シャルロッテ＝カミル＝ハーリンガム） Charlott Camile Herlingum （声：朝海ゆらら）
デュオのクラスメイトの少女、教室では隣の席。デュオとそのルームメイトである少年リオルとは同じ班。勉強熱心な努力家で成績は常にトップであり、責任も強いためデュオのクラスの監督委員も務めているが、気が強く怒りっぽい性格のせいでデュオと同様問題児扱いされることが多い。稀少種族「エールフィン族」の血をひくクォーターであり、耳がわずかに尖っている。両親は共に高名な魔法使いであり特に母親は大災害から都市を救ったこともある。
ローラ（フローリアム＝ブロセリアンド） Flolium Blosselliand （声：中家菜穂/水純なな歩）
学園の4年生でシャルとはルームメイト同士。大商人ブロセリアンド家の令嬢であり、誰にでも優しく礼儀正しい態度で接するため学園での人気は高く、「花の姫君」と称されている。しかしその実体はかなりの天然ボケであり実家が金持ちであることから金銭感覚も一般人とかなりずれている。成績はあまりよいほうではなく、赤点スレスレのときもある。
アリス(アリス＝アリステル＝ファーネク) Alice Alicetel Fernek （声：藤田夏海）
デュオの2歳年上の姉。本来ならばデュオの上級生であるはずだが、なぜか3回も留年しているためデュオより一つ下の2年生。いつも一緒にいるグラニテ、ソフィアの二人とあわせ「花の二年生トリオ」と呼ばれている。その小さな体に莫大な魔力を有しており、彼女が魔力を使うと初歩的な魔法でも大魔法クラスの威力を発揮する。ただし制御は非常に難しい。小柄な体格に見合った子供っぽい性格でデュオに甘えることが大好きであり、「〜なのじゃ」という時代がかったような口調で話す。
グラニテ（グラニティアーナ＝クリスティア） Granitiana Cristia （声：秋月まい）
学園の2年生でアリスの親友。アリスと同様子供っぽい体型。明るく前向きな努力家ではあるが、いかんせん要領が悪いため、しょっちゅう居残り補習をさせられている。「はねめだま」というその名の通り、羽の生えた目玉の珍獣をいつも連れている。
ソフィア（ソフィアーシェ＝ラフォニット） Sofiace Raphonitte （声：佐本二厘）
学園の2年生で同じくアリスの親友。真面目で成績も良い優等生であり3人組の中ではまとめ役的存在。いつも冷静沈着で感情を表に出すことは少ない。裁判官の家系に生まれたため、規律には厳しく、言葉遣いも普段から正している。失敗を恐れるあまり、思いきった行動が取れないのが悩み。
ディアナ＝セレンディル Diana Selendille （声：石川乃奈）
デュオのクラスの担任を務める新米女性教師。明るく優しい性格だが怒らせると怖い。スタイルの良い美人であるため、生徒からの人気は高いが、しかしその姿は魔法による仮のものであり、本来の姿は田舎風の地味な少女。
エンフィ（ルルガノ＝ヤヌシェ＝エンフィヌス） RuRuGuno Janus Enfinus （声：伊藤瞳子）
デュオのクラスメイトの少年。貴族の家に生まれた純血のエールフィン族であり、自分が成績優秀であることを鼻にかけ、やたらデュオに対し高慢な態度を取る。また、純血でないエールフィン族のシャルに成績で勝てないことも快く思っていない。実はとある事情から男子として育てられた少女で本作の7番目のヒロイン。女であることが分かってからはルルと呼ばれるようになる。
リオル（エスタリオル＝アルク＝レヌスベルン） Estarriol ARK Lennucebellun （声：平井達矢）
デュオのルームメートにして悪友。いつもデュオと共に行動する。「古き民」と呼ばれるエールフィン族で長い髪をターバンのような布でまとめている。常軌を逸した知識の持ち主で不可解な発言をすることが多い。
フランキシヌス（ジウスドラ＝ノア＝ウトナピシュティム） Ziusdra noa Utnapishtim （声：春乃伊吹）
世界各国を放浪する大賢者。見た目はデュオ達と同年代の若者であるが、デュオの後見人でもあり、彼を特待生としてアルヴィース魔法魔術学院に入れた人物。学院長のハイペリオンとは古くからの友。
スニーク（スニースクル＝ヴァレンティクス） Sneascle Vallenticss （声：吉川作創）
学院の男性教師で魔法のルールや方式である「様式」の授業を受け持っている。潔癖症であり、自分の価値観から外れたものを認めない。生活指導も担当しており、ことあるごとに生徒をいびるのでデュオからは目の敵にされている。
ネーブル（ノルバン＝ネーブルステア） Norvan Navelstea （声：城樹翔）
学院内にある聖堂の司祭にして神秘学の教鞭を執っている男性。信仰深く、優しく温厚な人柄の聖職者。
ハイペリオン（モンテシーノス） Montesinos （声：巌蝉秋）
アルヴィース魔法魔術学院の学院長。長い顎鬚を生やした老人で、権威がある高名な魔術師。厳しい教育方針を持つスパルタ主義者。
ルヴィー（声：成瀬未亜）
2007年（平成19年）8月開催の「コミックマーケット72」にて発売されたドラマCD『Re:birth』にて登場する新キャラクター。

## スタッフ
- キャラクターデザイン：司田カズヒロ
- 原画：司田カズヒロ、GT
- SDキャラデザイン・原画：ミズタマ
- シナリオ：伽遠蒔絵、舞浜ののか、水間ホシひと
- チーフCG：氷川あずき
- CG：石井彰、司田カズヒロ、GT、ミズタマ、eko、椎葉優
- 美術：YAOKI
- ADVシステム開発・演出・スクリプト：水間ホシひと、Syou co-lus
- BGM：大田雄一(team RETRONICA)
- 音響効果：北川雅弘
- 音響監督：谷田部勝義
- ムービー：KIZAWA studio
- ディレクター：水間ホシひと
- 企画・開発：有限会社フェイバリット
- 制作・販売：株式会社クロスネット

## 主題歌
オープニングテーマ「Vision」
作詞・歌：UR@N / 作・編曲：WACHA
エンディングテーマ1「Magicalに恋をして」
作詞：新堂真弓 / 作・編曲：WACHA / 歌：unMOMENT
エンディングテーマ2「Maternal love」
作詞・歌：中原涼 / 作・編曲：WACHA
ファンディスクエンディングテーマ「moon…」
歌：伊藤瞳子
ドラマCD『Rebirth』主題歌「Journey to a dream」
歌：朝海ゆらら

## 関連商品

### ドラマCD
- ウィズ アニバーサリィー ドラマCD Re:birth #.01
- ウィズ アニバーサリィー ドラマCD Re:birth #.02